# Triptykon
A Triptykon svájci avantgárd/doom/gothic/black/death metal zenekar.

## Története
2008-ban alakultak Zürich-ben. Thomas Gabriel Fischer, a Celtic Frost énekese alapította, miután az a zenekar feloszlott. Első nagylemezüket 2010-ben adták ki. Második kiadványuk egy 2010-es EP volt. 2014-ben megjelentették második stúdióalbumukat is. Lemezeiket a Prowling Death és a Century Media Records kiadók jelentetik meg. Thomas Gabriel Fischer egy Blabbermouth-interjúban elmondta, hogy 2020-ra új albumot tervez, és el is kezdték az album rögzítését.

## Tagok
- Thomas Gabriel Fischer - ének, ritmusgitár, programozás (2008-)
- V. Santura - gitár, vokál (2008-)
- Vanja Slajh - basszusgitár, vokál (2008-)
- Hannes Grossman - dob (2016-)

## Korábbi tagok
- Reed St. Mark - dob, ütős hangszerek (2008)
- Norman Lonhard - dob, ütős hangszerek (2008-2017)

## Diszkográfia
- Eparistera Daimones (album, 2010)
- Shatter (EP, 2010)
- Melana Chasmata (album, 2014)
- Breathing (kislemez, 2014)